# Агризки район
Агризки район (на руски: Агрызский район; на татарски: Әгерҗе районы) се намира в северната част на Татарстан, Руската Федерация. Административен център е град Агриз.

## География
Районът се състои от 72 села. Общата му площ е 1796,6 км2.